# Jorge Sampaio
Pour les articles homonymes, voir Sampaio.
Jorge Sampaio [ˈʒɔɾʒ(ɨ) sɐ̃ˈpaju]  (né le 18 septembre 1939 à Lisbonne et mort le 10 septembre 2021 à Oeiras) est un homme d'État portugais. Membre du Parti socialiste, il est président de la République de 1996 à 2006.

## Biographie
Né à Lisbonne et descendant d'une famille juive séfarade, Jorge Fernando Branco de Sampaio achève sa formation juridique et politique à l’université de cette ville, où il se distingue comme l’un des principaux dirigeants du mouvement étudiant d’opposition à l'Estado Novo (dénomination donnée par Salazar au type d'État qu’il avait créé) dans les années 1961-1962. Avocat ayant acquis une solide réputation dans les prétoires, il intervient dans quelques-uns des procès politiques les plus retentissants des années 1960 et 1970. 
Après la révolution des Œillets du 25 avril 1974, qui instaure la démocratie dans le pays, il est le cofondateur du mouvement de la Gauche socialiste, alternative aux grands partis, avant de finir par intégrer le Parti socialiste en 1978. En 1979, il est élu député il sera réélu en 1980, 1985, 1987 et 1991. À l’issue du dernier gouvernement de Mário Soares et de la déroute socialiste aux élections législatives, il affirme son hégémonie et devient secrétaire général du parti en 1989. Il devient de facto le chef de l'opposition. 
Élu maire de Lisbonne en 1989, et réélu en 1993, Jorge Sampaio remporte l’élection présidentielle face au social-démocrate Aníbal Cavaco Silva, avec 53,83 % des voix, en janvier 1996, au premier tour de scrutin. Soutenant une politique de lutte contre le chômage, mais aussi d’approfondissement des acquis sociaux (augmentation du salaire minimum et diminution de la durée hebdomadaire de travail), le président Sampaio, européen convaincu, fait en sorte que le Portugal satisfasse avec succès aux critères de convergence afin d’intégrer l’Union économique et monétaire (UEM) et d’adopter la monnaie unique, ce qui se réalise en 1998. Adepte de la « présidence ouverte », à l’instar de Mário Soares, il quitte régulièrement la résidence officielle du président de la République pour vivre au contact de la population pendant une quinzaine de jours. 
En janvier 2001, Jorge Sampaio est réélu à la tête du Portugal au premier tour de scrutin avec 55,76 % des suffrages exprimés. Le 30 novembre 2004, il décide de dissoudre le Parlement et de convoquer des élections anticipées pour mettre fin à la « crise de crédibilité » que traverse selon lui le gouvernement du social-démocrate Pedro Santana Lopes. Le scrutin de février 2005 voit le retour au gouvernement des socialistes, qui obtiennent la majorité absolue. Mais en janvier 2006, à la fin du mandat de Jorge Sampaio, une cohabitation se met en place avec l’élection du premier président de droite depuis la révolution des Œillets, Aníbal Cavaco Silva. 

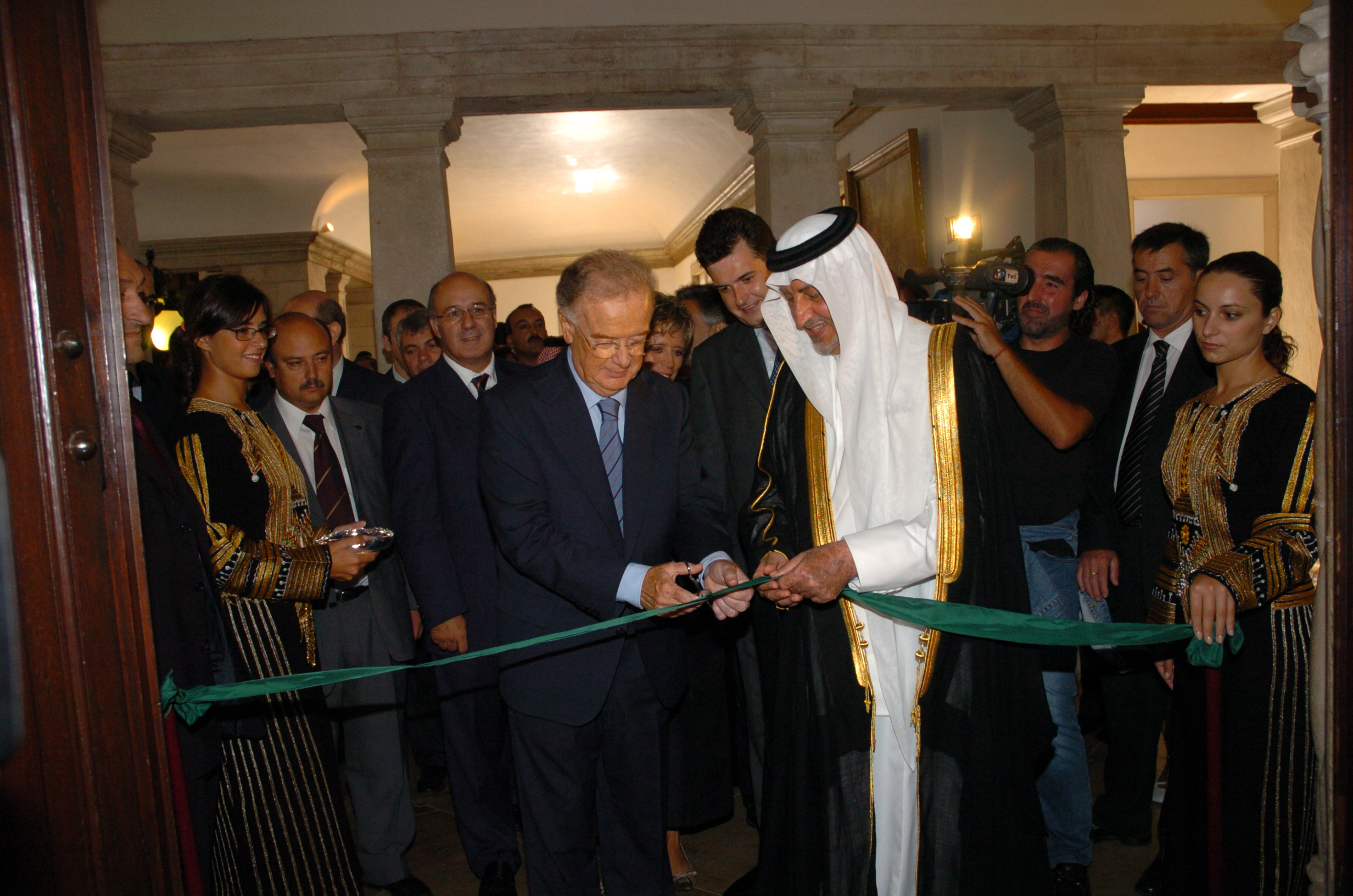
Jorge Sampaio en compagnie du prince soudien Khalid bin Faisal Al Saud en 2005 à Sintra.

En 2004, la Fondation Académie européenne de Yuste lui décerne le prix européen Charles-V. Ce prix distingue une personnalité dont les efforts et le dévouement ont contribué au développement des valeurs européennes et à la construction européenne.
Déjà très actif dans la lutte contre le sida, Jorge Sampaio est mandaté en mai 2006 par le secrétaire général des Nations unies, Kofi Annan, comme envoyé spécial de l’ONU pour l'initiative « Halte à la tuberculose ». Il a pour mission d’encourager les responsables politiques internationaux à renforcer leur engagement pour contrôler cette maladie.
Le 14e dalaï-lama, Tenzin Gyatso, rencontre l'ancien président Jorge Sampaio, devenu[Quand ?] haut-représentant de l'ONU pour l'Alliance des civilisations. Jorge Sampaio l'avait déjà reçu en 2001, alors qu'il était président de la République portugaise.
En 2008, il est lauréat du prix Nord-Sud du Conseil de l'Europe.
En 2010, Jorge Sampaio est membre du jury du prix pour la prévention des conflits décerné annuellement par la Fondation Chirac.
En juin 2015, il est, aux côtés d'Helena Ndume, le récipiendaire du premier prix Nelson Mandela, décerné par l'ONU.
Outre le portugais, Jorge Sampaio parle couramment français, anglais et espagnol.
Il meurt le 10 septembre 2021 après avoir été hospitalisé le 27 août pour une insuffisance respiratoire.

## Distinctions
- Grand-croix de la Légion d'honneur
- Grand-croix de l'ordre de Saint-Olaf
- Grand-croix de l'ordre d'Orange Nassau